# Mordellistena megacera
Mordellistena megacera es una especie de coleóptero de la familia Mordellidae.

## Distribución geográfica
Habita en Australia.